# Цюрик, Николай Владимирович
Никола́й Влади́мирович Цю́рик (укр. Микола Володимирович Цюрик; 17 мая 1981, Камень-Каширский — 12 марта 2022, Наливайковка) — украинский военнослужащий, солдат, участник российско-украинской войны. Герой Украины (20 апреля 2022, посмертно).

## Биография
Николай Цюрик родился 17 мая 1981 года в городе Камень-Каширский на Волыни.
Отучился в местном училище на тракториста. Ездил на сезонные заработки за границу.
В 2014 году стал в ряды защитников Украины в составе 14 ОМБр, был участником боевых действий на востоке государства.
После начала полномасштабного вторжения России снова пошёл защищать Украину. Отправился в горячую точку 24 февраля 2022 года.
Погиб 12 марта 2022 года в результате артиллерийского обстрела вблизи Наливайковки на Киевщине.
Был похоронен 15 марта 2022 года на местном кладбище в Камне-Каширском.
Три дня (с 15 по 17 марта) были объявлены на днях траура на территории Камень-Каширщины.

## Награды
- Звание «Герой Украины» с удостоением ордена «Золотая Звезда» (20 апреля 2022, посмертно) — за личное мужество и героизм, проявленные в защите государственного суверенитета и территориальной целостности Украины, верность военной присяге[5].